# 킹 크림소다
킹 크림소다는 일본의 가수 유닛이다. 요괴워치의 주제가를 여럿 담당하면서 유명세를 얻은 그룹.

## 곡
- 게라게라포의 노래 (2014)
- 첫사랑 고개로 게라게라포 (2014)
- 축제장단으로 게라게라포 (2014)
- 게랏포 댄스트레인 (2015)
- 인생 드라마틱 (2015)
- 요괴워치 버스터즈 적묘단,백견대,월토조 오프닝.(2015)
- 조국신사의 갈퀴 (2016)
- 요괴워치3 스시/덴뿌라 테마곡(2016)
- 펑키 부기부바(2018)
- YSP!(2021)